# Jeruzalemsko Kraljevstvo
Jeruzalemsko Kraljevstvo (lat. Regnum Hierosolimitanum, starofr. Roiaume de Jherusalem), bilo je kršćansko kraljevstvo uspostavljeno na području Levanta 1099. godine nakon Prvog križarskog rata. Opstalo je gotovo dvjesto godina (1099. – 1291.) kada su mameluci uništili Akru, zadnji ostatak kraljevstva.
U početku je Jeruzalemsko Kraljevstvo bilo mala skupina gradova osvojenih u križarskim pohodima. Kasnije se kraljevstvo proširilo, a na vrhuncu je bilo sredinom 12. stoljeća. Jeruzalemsko Kraljevstvo se na vrhunci moći protezalo preko današnjeg teritorija Izraela, Libanona i palestinskog prostora. Najsjevernija točka Jeruzalemskog Kraljevstva bila je sjeverna granica Libanona, a najjužnija točka bio je Sinaj. Najistočnija granica bila je današnja istočna granica Jordana i Sirije. Bilo je i pokušaja da se Jeruzalemsko Kraljevstvo proširi i na teritorij bivšeg fatimitskog Egipta. Kraljevi Jeruzalemskog Kraljevstva također su imali i određeni stupanj autoriteta nad ostalim križarskim državama osnovanima na Bliskom Istoku:
- Grofovija Tripoli
- Kneževina Antiohija
- Grofovija Edesa

Mnogi običaji i ustanove iz Europe preneseni su u Kraljevstvo, a postojale su i obiteljske i političke veze s Europom kroz cijelo postojanje Jeruzalemskog Kraljevstva. U usporedbi s europskim, tadašnjim kraljevinama, Jeruzalemsko Kraljevstvo bilo je mala država, kojoj je često nedostajalo financijske i vojne podrške iz Europe. Jeruzalemsko Kraljevstvo je najuže bilo povezano s Malom Armenijom i Bizantom, od kojih je naslijedilo istočnjačke kvalitete, a na kraljevstvo su utjecale i muslimanske ustanove koje su nekad bile na tom području. U društvu su prevladavali doseljeni Latini, a istočni kršćani i muslimani bili su niži stalež.  
U početku se islamski svijet brinuo zbog stvaranja kraljevstva, no dolaskom 12. stoljeća došlo je do ujedinjenja muslimanskih zemalja pod zengidskim atabegom Nurom ad-Din Mahmudom i ajubidskim vladarom Saladinom, koji su s vremenom počeli zauzimati prostor Jeruzalemskoga Kraljevstva. Sam Jeruzalem pada pod Saladinovim napadom 1187. godine, a do 13. stoljeća Jeruzalemsko Kraljevstvo obuhvaćalo je samo nekoliko gradova uz sredozemnu obalu. U tom je razdoblju Jeruzalemsko Kraljevstvo (ponekad zvano i "Kraljevstvo Akre"), za vladarsku dinastiju imalo obitelj Lusignan, porijeklom s križarskog Ciparskog Kraljevstva, a veze su pojačane s Tripolijem, Antiohijom i Armenijom. Kraljevstvom su također dominirali talijanski gradovi-države, pretežito Venecija i Genovska Republika, kao i carske ambicije iz Svetoga Rimskog Carstva. Kraljevstvo je postalo nešto više od pijuna u politici i ratovima ajubidske i mamelučke dinastije iz Egipta, odnosno horezmijskih i mongolskih osvajanja. Mamelučki sultani Baibari i al-Ašraf Khalili s vremenom su zauzeli sve križarske utvrde, a posljednja je pala u opsadi Akre 1291. godine.

## Povijest

### Prvi križarski rat i osnivanje kraljevstva
Poziv na križarski rat uputio je rimski papa Urban II. (1088.-1099.) na zahtjev bizantskog cara Aleksija I. Komnena čiju državu je ugrožavalo Seldžučko Carstvo. Na vijest o padu Jeruzalema pod muslimansku vlast, čitava kršćanska Europa odgovorila je gorljivim kršćanskim fanatizmom i željom za oslobođenjem Kristova groba i ostalih svetih mjesta u Palestini. Toj gorljivosti pridonio je i papinski otpust svih grijeha za one koji odluče otići u Svetu zemlju i pomoći u oslobođenju Jeruzalema.
Prvo je krenula neorganizirana i nedisciplinirana seljačka križarska vojska pod vodstvom Petra Pustinjaka koja je doživjela teški poraz i uništenje od Seldžuka u listopadu 1096. godine u Maloj Aziji. Uskoro nakon polaska seljačke vojske, krenula je i velikaška vojska pod vodstvom grofa Rajmunda IV. Tuluškog i nadbiskupa Adhemara od Le Puya, koje je papa Urban II. odredio za svjetovnog i duhovnog zapovjednika. Glavni vojske pridružili su se do kraja 1096. godine u Carigradu i ostali kontingenti, od kojih jedan pod vodstvom Gotfrida Bujonskog i njegova brata Balduina Bulonjskog, drugi pod zapovjedništvom Bohemunda Tarantskog, treći pod Roberta II. Flandrijskog i četvrti pod vodstvom Huga od Vermandoisa.
Križarska vojska je na putu kroz Anadoliju u više navrata porazila seldžučke vojne snage i vratile tamošnja područja bizantskom caru, prema ranijem dogovoru između križara i bizantskog cara. U listopadu 1097. godine križari su došli pod Antiohiju i započeli opsadu Antiohije koja je trajala do 3. lipnja 1098. godine. Poslije poraza seldžučke vojske u bitci kod Antiohije, križari su se zavadili oko vlasti nad Antiohijom, a spor su riješili tek početkom 1099. godine kada su krenuli prema Jeruzalemu.
Opsada Jeruzalema započela je u lipnju 1099. godine, a grad je pao u ruke križara sredinom istog mjeseca nakon čega su križari izvršili masakr nad građanima, većinom muslimanima i Židovima, pri čemu je poubijano oko 40.000 ljudi. Nakon oslobođenja grada križari su zaveli svoju upravu, ali nitko nije želio preuzeti vrhovnu vlast nad Jeruzalemskim Kraljevstvom. Poslije više konzultacija, vlast je preuzeo Gotfrid Bujonski, ali ne s naslovom kralja, već kao Zaštitnik Svetoga Groba (1099.-1100.).

### Širenje kraljevstva
Već 1100. godine umire Gotfrid Bujonski, a jeruzalemsko prijestolje nasljeđuje njegov brat Balduin Bulonjski s naslovom kralja. Za vladavine kralja Balduina I. osnivaju se viteški redovi u Jeruzalemu, poput vitezova templara, ivanovaca i Red Svetoga Groba. Ostale križarske države, Grofovija Tripoli, Kneževina Antiohija i Grofovija Edesa bile su vazalne države Jeruzalemskog Kraljevstva, koje je pomagao jeruzalemski kralj. Samo Jeruzalemsko Kraljevstvo nije bilo prosperitetno i uglavnom se oslanjalo na trgovinu s muslimanima, naplaćivanje poreza hodočasnicima i na bankarske djelatnosti.
Kraljevi Balduin I. (1100.-1118.) i njegov rođak i nasljednik Balduin II. (1118.-1131.) osigurali su sigurnost i stabilnost kraljevstva osvajanjem obalnih gradova pomoću kojih su mogli snabdijevati kraljevstvo preko pomoći iz Europe te gradnjom brojnih utvrda u zaleđu koje su štitile kraljevstvo od muslimanskih teritorija. Širenjem prema jugu, križari su zaratili protiv Fatimida, što je pridonijelo padu Grofovije Edese 1141. godine.
Poslije propasti Drugog križarskog rata (1147.-1149.), kralj Almarik I. (1163.-1174.) sukobio se s egipatskih Fatimida, a neuspjeh je rezultirao uzdizanjem sultana Saladina (1169.-1193.), osnivača dinastije Ajubida, koji je uspio ujediniti muslimanske vođe na Bliskom istoku i potaknuti ih na napad na Jeruzalem.

### Pad Jeruzalema (1187.)
Za vrijeme vladavine kralja Balduina IV. (1174.-1185.) koji je bolovao od gube, kraljevstvo je bilo još uvijek stabilno. Godine 1182. Balduin je, zbog uznapredovale bolesti, uzeo svog nećaka Balduina, sina svoje sestre Sibile, za suvladara, a sestru Sibilu je udao za Gvida Lizinjanskog kojeg je uzeo za regenta. Međutim, Gvido se pokazao nesposobnim pa su velikaši kraljevstva nagovorili kralja Balduina IV. da za regenta postavi Rajmunda III. od Tripolija.
Godine 1185. kralj Balduin IV. je podlegao bolesti, a njegov nasljednik, maloljetni Balduin V. je umro već 1186. godine, kraljicom je postala Sibila koja je za suvladara uzela svog supruga Gvida. Kada je Saladin poveo pohod na Tiberijadu i opkolio je, kralj Gvido je sazvao veliku vojsku i krenuo nepromišljeno u marš prema opkoljenom gradu. Vojsku su putem desetkovali vrućina, žeđ i napadi lake muslimanske konjice, a dovršena je u katastrofalnom porazu u bitci kod Hattina 1187. godine. Poslije uništenja križarske vojske, Saladin je krenuo prema Jeruzalemu koji se predao muslimanskim osvajačima u listopadu 1187. godine.

### Treći križarski rat i Kraljevstvo Akre
Novi pad Jeruzalema pod muslimansku vlast, prvi nakon gotovo stotinu godina, ponovno je uzburkao duhove u Europi, gdje je papa Grgur VIII. izdao 1187. godinu novu papinsku bulu kojom poziva kršćane u rat u Svetu zemlju za oslobođenje Jeruzalema. Papinskom pozivu odazvala su se tri europska vladara: engleski kralj Rikard I. Lavljeg Srca, francuski kralj Filip II. August i njemački car Fridrik I. Barbarossa.
Fridrik I. je pokrenuo svoju vojsku u svibanj 1189. godine. Brojila je između 12.000 i 20.000 vojnika, uključujući između 2.000 i 4.000 vitezova. Križarska vojska je krenula preko Balkana gdje joj se pridružila vojska ugarskog princa Geze, a kasnije u Carigradu i burgundska vojska. Vojska je pošla preko Anadolije te je pobijedila vojsku Rumskog sultanata u bitci kod Ikonije koja se odigrala 18. svibnja 1190. godine. Po savjetu armenskih kršćana, Fridrik I. je pošao s vojskom prema rijeci Salef (tur. Göksu), ali se utopio 10. lipnja 1190. godine prelazeći rijeku. Poslije njegove smrti većina njemačke vojske odustala je od daljnje vojne kampanje i vratila se prema Europi. Ostatak vojske zajedno s vojnim četama ugarskog princa Geze poveo je Fridrikov sin, švapski vojvoda Fridrik VI.
U međuvremenu, križarske vojske pokrenuli su engleski kralj Rikard Lavljeg Srca i francuski kralj Filip II. uputivši se prema Siciliji odakle su namjeravali otploviti brodovima prema Levantu. Poslije neuspješne opsade Tira 1187. godine, Saladin je povukao svoju vojsku i oslobodio je jeruzalemskog kralja Gvida Lizinjanskog iz zarobljeništva. Kralj Gvido namjeravao je preuzeti zapovjedništvo tijekom obrane Tira, ali tamo je zapovjedništvo preuzeo Konrad Montferatski. Zato se Gvido okrenuo prema lučkom gradu Akri te je okupio križarsku vojsku i uz pomoć pristigle vojske francuskog kralja Filipa II. izvršio je opsadu Akre 27. kolovoza 1189. godine, ali križarske snage nisu bile dostatne za osvajanje grada te je Saladin uspio doći sa svojom vojskom i opkoliti križarsku vojsku, međutim nije uspio skršiti križarski otpor. Gvido je držao grad u okruženju pune dvije godine do dolaska većine križarske vojske iz Europe i opirao se Saladinovoj vojsci koja je napadala križare i držala ih u širem obruču.
Dolaskom vojski Rikarda I. Lavljeg Srca i Filipa II. očekivao se pad Akre, ali među križarima je zavladala glad i epidemija tijekom koje je umrla jeruzalemska kraljica Sibila i njene dvije kćeri. Nakon tog događaja, Konrad Montferatski počeo je osporavati Gvidu pravo na jeruzalemsku krunu koju je nosio iure uxoris. Tijekom borbi umro je i veliki meštar templarskog reda Gerard de Ridefort. Akra je konačno pala 12. srpnja 1191. godine. Saladin nije isplatio otkupninu za zarobljene muslimanske vojnika pa je Rikard Lavljeg Srca dao likvidirati njih 2.700. Također, ni Saladin nije tražio otkupninu za zarobljene kršćanske vojnike.
Nova prijestolnica premještena je u Akru te se Jeruzalemsko Kraljevstvo u tom razdoblju ponekad naziva i Kraljevstvo Akre. Poslije Sibeline smrti pravo na prijestolje prešlo je na njenu polusestru Izabelu I. koja se udala za Konrada Montferatskog te su zajedno okrunjeni za kraljicu i kralja Jeruzalema. Gvido se nije želio odreći prava na prijestolje, a 1192. godine stekao je otok Cipar gdje je utemeljio ciparsku kraljevsku dinastiju.
Poslije smrti jeruzalemskog kralja Konrada I., njegova udovica Izabela I. preudala se za Henrika I. Šampanjskog koji je umro već 1197. godine, nakon čega se preudala za Gvidova starijeg brata Almarika II., čime je jeruzalemska kruna opet došla u vlast dinastije Lizinjan. Poslije Izabeline smrti 1205. godine, krunu je naslijedila njena kći, Marija Montferatska. Godine 1210. udala se za francuskog plemića Ivana od Briennea prilikom čega su okrunjeni za vladare Jeruzalemskog Kraljevstva. Umrla je dvije godine kasnije, a njen suprug je pokušao zadržati pravo na krunu, ali odlučeno je da će prijestolje naslijediti njegova kćerka iz braka s kraljicom Marijom, Izabela II. koja je vladala do 1228. godine.

## Vladari Jeruzalemskog Kraljevstva
- Gotfrid Bujonski, zaštitnik Svetoga groba (1099.-1100.)
- Balduin I., kralj (1100.-1118.)
- Balduin II., kralj (1118.-1131.)
- Melisanda, kraljica (1118.-1153.) i Fulko, kralj (1118.-1143.)
- Balduin III., kralj (1143.-1163.)
- Almarik I., kralj (1163.-1174.)
- Balduin IV., kralj (1174.-1185.)
- Balduin V., kralj (1185.-1186.)
- Sibila Jeruzalemska, kraljica i Gvido Lizinjanski (1186.-1190.)
- Izabela I., kraljica (1190.-1205.)
  - Konrad I., kralj (1190.-1192.)
  - Henrik I. Šampanjski, kralj (1192.-1197.)
  - Almarik II., kralj (1197.-1205.)
- Marija Jeruzalemska, kraljica (1205.-1212.)
  - Ivan I., kralj (1210.-1212.)
- Izabela II., kraljica (1212.-1228.)
  - Fridrik, kralj (1225.-1228.)
- Konrad II., kralj (1228.-1254.)
- Konrad III., kralj (1254.-1268.)
- Hugo I. Jeruzalemski, kralj (1268.-1284.)
- Ivan II., kralj (1284.-1285.)
- Henrik II., kralj (1285.-1291.), naslovni kralj Jeruzalema do 1324. godine